# Франсоа Вијет
Франсоа Вијет (фр. François Viète; Фонтне ле Конт, 1540 — Париз, 23. фебруар 1603), познат и као Франциско Вијета је био француски математичар.
Рођен је у Фонтне ле Конту и верује се да је одгајан као католик; али нема сумње да је неколико година био Хугенот. По завршетку студија права у Поатјеу, Вијет је почео своју каријеру као адвокат у свом родном граду. Напустио је Фонтне ле Конт око 1567. године и касније постао саветник Парламента Бретање у Рену. Због религијских проблема је напустио ту позицију, па га је Анри, роански војвода, познати вођа Хугенота, узео под своју посебну заштиту. Анри од Наваре је упутио два писма краљу Анрију III од Француске, 3. марта и 26. априла 1585. године, у покушају да врати Вијета на своју његову позицију; тај покушај је био неуспешан. Пошто је Анри од Наваре постао краљ Француске, Вијету је дат положај саветника парламента у Туру (1589). Затим је постао краљевски лични саветник, и то је остао до своје смрти, која се изненада десила у Паризу фебруара 1603. године. Узрок смрти је непознат.
Док је био у Туру, Вијет је открио кључ шпанске шифре, који се састојао од више од 500 карактера и ово је значило да су све поруке на том језику Французи могли лако да прочитају. Међутим, његова слава се сада у потпуности ослања на његова достигнућа у математици. Како је био имућан, штампао је бројне радове о свом трошку, и у њима је писао о разним гранама науке и слао их је научницима у скоро свакој земљи Европе. Његов јак карактер може се видети у чињеници да је месец дана као госта забављао свог научног непријатеља, Адријана ван Ромена, а онда платио трошкове његовог повратка кући. Вијетови списи су веома брзо постали познати; међутим, када је Франциско ван Схотен издао опште издање његових дела 1646. године, нека су изгубљена.
Вијетовим списима је недостајала дисциплина. У смишљању техничких термина изведених из грчког језика, чини се да је покушавао да их учини што неразумљивијим. Ниједан од њих није опстао, а није прихваћен ни његов предлог да се непознате величине обележавају самогласницима A, E, I, O, U и Y (сугласници B, C итд. били би резервисани за познате величине). Вијет се често назива оцем модерне алгебре. Ово не значи да се нико пре њега није сетио да користи симболе који нису бројеви, као што су слова абецеде, за означавање величина у аритметици, већ је он овај обичај само популаризовао.
С друге стране, Вијет је био вешт у многим модерним вештинама, тражећи упрошћавање једначина заменом нових величина које имају одређену везу са примитивним непознатим величинама. Једно од његових дела, Recensio canonica effectionum geometricarum, оно што је касније названо алгебарска геометрија, је збирка правила како конструисати алгебарске изразе користећи само лењир и шестар. Премда су ови списи били углавном разумљиви, па стога од велике дидактичке важности, принцип хомогености, кога је први формулисао Вијет, био је далеко испред свог времена. Тај принцип су користили грчки аутори класичног доба; али од каснијих математичара, само су Херон, Диофант и други били спремни да сматрају линије и површи као обичне бројеве који могу да се споје како би дали нови број, њихов збир.
Вијет је знао да постоји веза између позитивних корена једначине и коефицијената различитих степена непознате величине (види Диофантове формуле и њихову примену на квадратне једначине). Открио је формулу за извођење синуса вишеструког угла и знао ју је још 1593. године. Те године је Адријан ван Ромен свим математичарима као проблем задао једну једначину 45. степена, коју је Вијет одмах решио, јер је препознао да зависи од једначине између {\displaystyle \sin x} и {\displaystyle \sin {\frac {x}{45}}}. То је био први сусрет ова два научника. Други се одиграо када је Вијет указао да није још овладао Аполонијевим проблемом додира, а Адријан ван Ромен је дао решење преко хиперболе. Вијет га, међутим, није прихватио, јер је постојало решење уз помоћ само лењира и шестара, које је објавио у Apollonius Gallus (1600). У овом раду, Вијет користи центар сличности два круга. Коначно, дао је бесконачни производ за број π (види Вијетова формула).
Вијетова сакупљена дела је издао Франциско ван Схотен у Лајдену 1646. године под називом Opera Mathematica.